# Eccles (Nord)
Pour les articles homonymes, voir Eccles.
Eccles est une commune française située dans le département du Nord, en région Hauts-de-France.

## Géographie

### Communes limitrophes
| Bérelles           | Bérelles         | Bérelles Cousolre |
| Solrinnes Bérelles | Eccles           | Hestrud           |
| Solre-le-Château   | Solre-le-Château | Hestrud           |

### Hydrographie

#### Réseau hydrographique
La commune est située dans le bassin Artois-Picardie. Elle est drainée par le ruisseau de l'écrevisse, le ruisseau Des Nielles et le ruisseau du Chaufour,,.

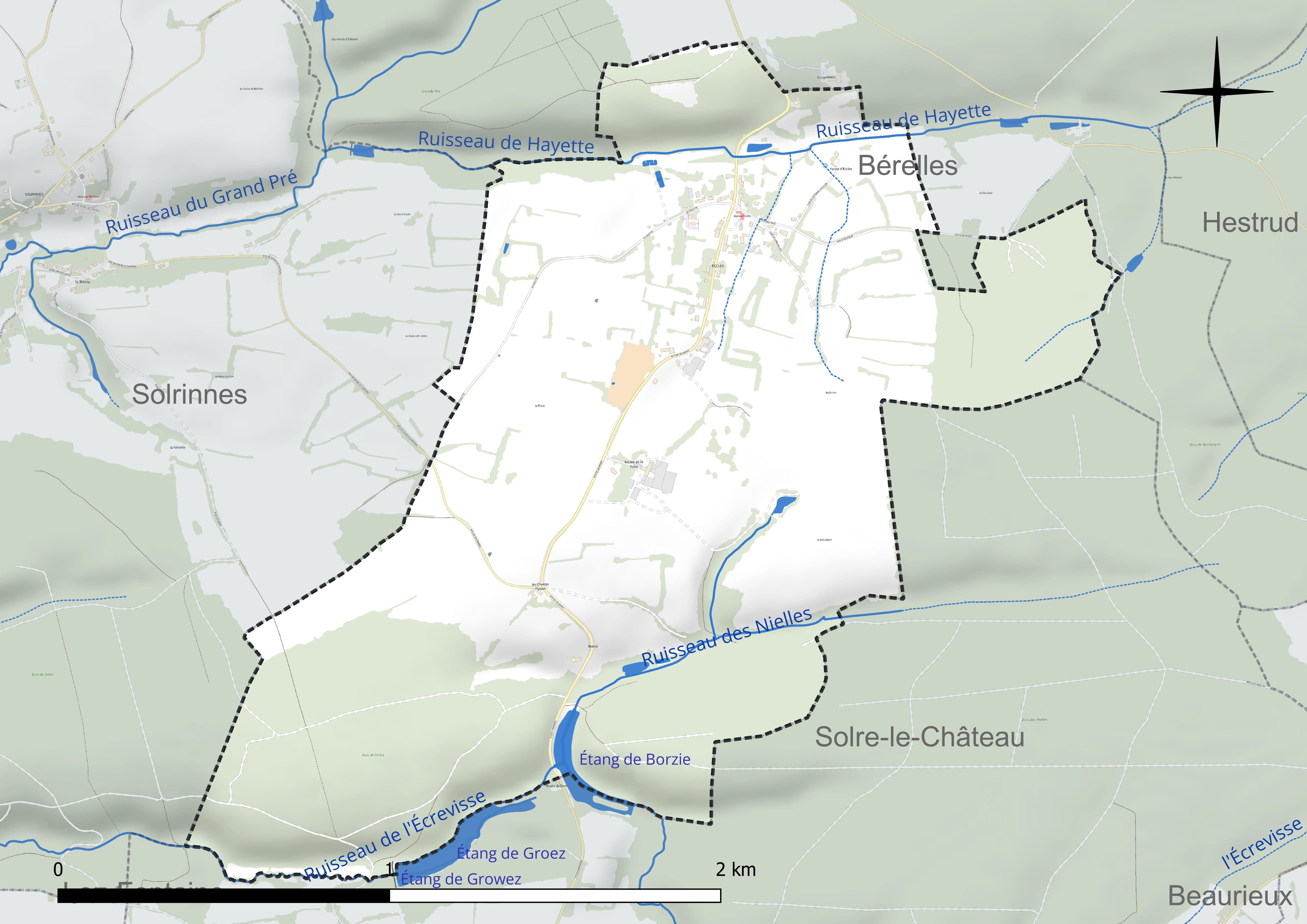
Réseau hydrographique d'Eccles.

Deux plans d'eau complètent le réseau hydrographique : l'étang de Borzie, d'une superficie totale de 1,9 ha (1,1 ha sur la commune) et l'étang de Growez, d'une superficie totale de 0,1 ha (0 ha sur la commune),.

#### Gestion et qualité des eaux
Le territoire communal est couvert par le schéma d'aménagement et de gestion des eaux (SAGE) « Sambre ». Ce document de planification concerne un territoire de 1 253 km2 de superficie, délimité par le bassin versant de la Sambre. Le périmètre a été arrêté le 1er novembre 2003 et le SAGE proprement dit a été approuvé le 21 septembre 2012, puis modifié le 18 août 2022. La structure porteuse de l'élaboration et de la mise en œuvre est le syndicat mixte du Parc naturel régional de l'Avesnois.
La qualité des cours d'eau peut être consultée sur un site dédié géré par les agences de l'eau et l'Agence française pour la biodiversité.

### Climat
Pour des articles plus généraux, voir Climat des Hauts-de-France et Climat du Nord.
En 2010, le climat de la commune est de type climat des marges montargnardes, selon une étude du CNRS s'appuyant sur une série de données couvrant la période 1971-2000. En 2020, Météo-France publie une typologie des climats de la France métropolitaine dans laquelle la commune est exposée à un climat océanique altéré et est dans la région climatique Nord-est du bassin Parisien, caractérisée par un ensoleillement médiocre, une pluviométrie moyenne régulièrement répartie au cours de l'année et un hiver froid (3 °C).
Pour la période 1971-2000, la température annuelle moyenne est de 9,6 °C, avec une amplitude thermique annuelle de 15,3 °C. Le cumul annuel moyen de précipitations est de 921 mm, avec 13 jours de précipitations en janvier et 9,8 jours en juillet. Pour la période 1991-2020, la température moyenne annuelle observée sur la station météorologique la plus proche, située sur la commune de Saint-Hilaire-sur-Helpe à 16 km à vol d'oiseau, est de 10,5 °C et le cumul annuel moyen de précipitations est de 802,4 mm,. Pour l'avenir, les paramètres climatiques de la commune estimés pour 2050 selon différents scénarios d'émission de gaz à effet de serre sont consultables sur un site dédié publié par Météo-France en novembre 2022.

## Urbanisme

### Typologie
Au 1er janvier 2024, Eccles est catégorisée commune rurale à habitat dispersé, selon la nouvelle grille communale de densité à sept niveaux définie par l'Insee en 2022.
Elle est située hors unité urbaine. Par ailleurs la commune fait partie de l'aire d'attraction de Maubeuge (partie française), dont elle est une commune de la couronne,. Cette aire, qui regroupe 65 communes, est catégorisée dans les aires de 50 000 à moins de 200 000 habitants,.

### Occupation des sols
L'occupation des sols de la commune, telle qu'elle ressort de la base de données européenne d'occupation biophysique des sols Corine Land Cover (CLC), est marquée par l'importance des territoires agricoles (61,3 % en 2018), une proportion identique à celle de 1990 (61,3 %). La répartition détaillée en 2018 est la suivante : 
forêts (38,7 %), terres arables (32,6 %), prairies (21,5 %), zones agricoles hétérogènes (7,2 %). L'évolution de l'occupation des sols de la commune et de ses infrastructures peut être observée sur les différentes représentations cartographiques du territoire : la carte de Cassini (XVIIIe siècle), la carte d'état-major (1820-1866) et les cartes ou photos aériennes de l'IGN pour la période actuelle (1950 à aujourd'hui).

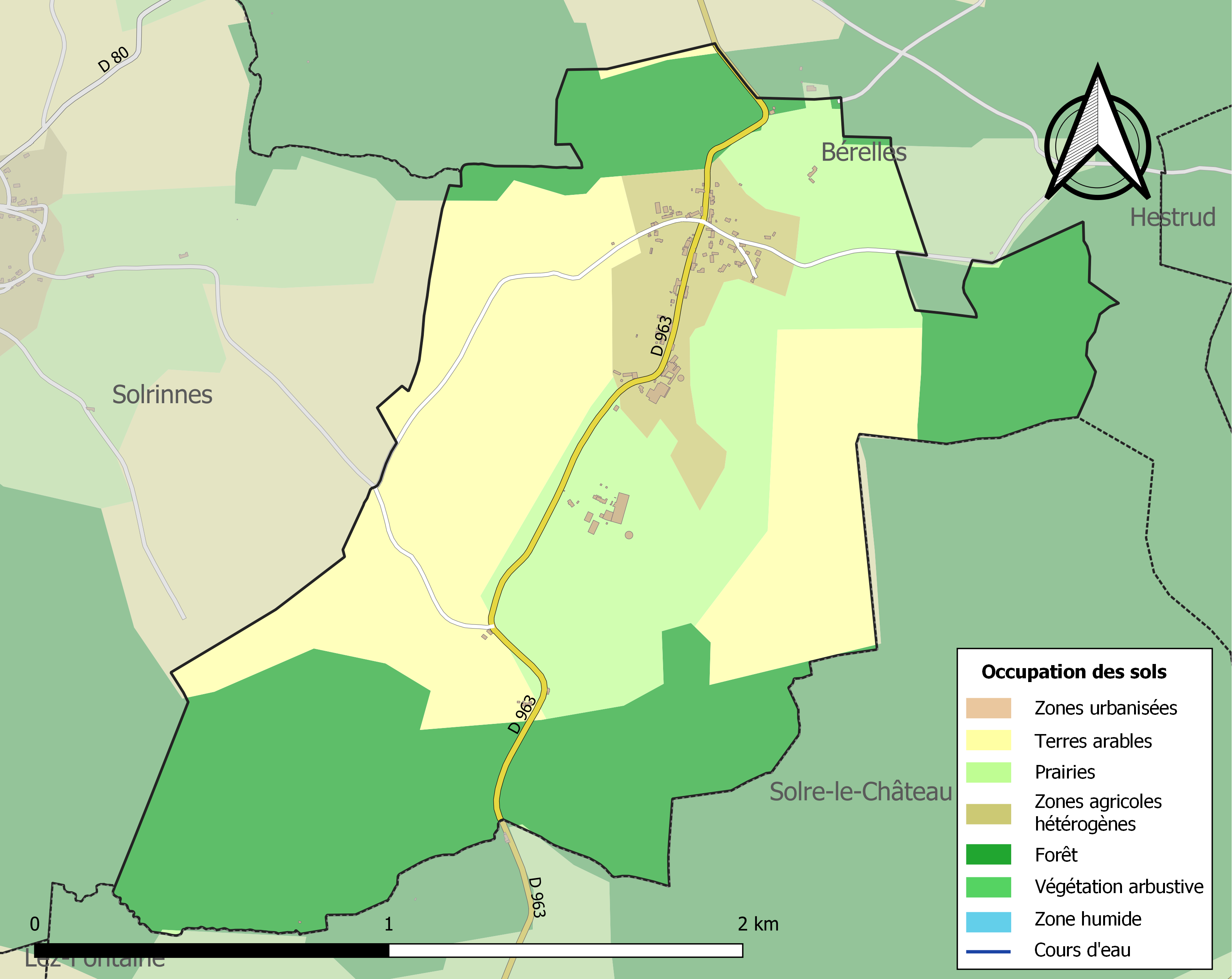
Carte des infrastructures et de l'occupation des sols de la commune en 2018 (CLC).

### Habitat et logement
En 2018, le nombre total de logements dans la commune était de 47, alors qu'il était de 44 en 2013 et de 47 en 2008.
Parmi ces logements, 83 % étaient des résidences principales, 4,2 % des résidences secondaires et 12,7 % des logements vacants. Ces logements étaient pour 93,6 % d'entre eux des maisons individuelles et pour 6,4 % des appartements.
Le tableau ci-dessous présente la typologie des logements à Eccles en 2018 en comparaison avec celle du Nord et de la France entière. Une caractéristique marquante du parc de logements est ainsi une proportion de résidences secondaires et logements occasionnels (4,2 %) supérieure à celle du département (1,6 %) mais inférieure et à celle de la France entière (9,7 %). Concernant le statut d'occupation de ces logements, 75,6 % des habitants de la commune sont propriétaires de leur logement (82,9 % en 2013), contre 54,7 % pour le Nord et 57,5 % pour la France entière.
| Typologie                                               | Eccles | Nord | France entière |
| ------------------------------------------------------- | ------ | ---- | -------------- |
| Résidences principales (en %)                           | 83     | 90,8 | 82,1           |
| Résidences secondaires et logements occasionnels (en %) | 4,2    | 1,6  | 9,7            |
| Logements vacants (en %)                                | 12,7   | 7,7  | 8,2            |

## Toponymie
Noms anciens : Ecles (1339), Eck (XVIIe siècle - doc. topo.).
L'origine d'un nom de lieu n'est pas souvent facile à trouver et, parfois, plusieurs solutions sont possibles. Ici, à l'instar de nombreuses localités de la région, l'origine du nom du village pourrait provenir de l'époque mérovingienne. Eccles pourrait donc provenir du francique d'autant que "Eck", en flamand, signifie "chêne", et "Eikel" signifie "gland", fruit du chêne. Sur le territoire de la Commune et autour d'elle, sont présentes de nombreuses zones boisées. Autre solution, il est à noter qu' "Ecclesia", terme latin, signifie "temple", "église"[réf. nécessaire].

## Histoire

### Temps modernes
L'église Saint-Lambert date de 1543. Elle est remaniée en 1574 avec des pierres de remploi, à l'issue des destructions occasionnées par les guerres de religion.

### Révolution française et Empire
En 1793, la colonne de troupes françaises aux ordres du général Beauregard occupait la position d'Eccles lors de la bataille de Wattignies.

### Époque contemporaine
En 1836, le village a une population de 161 habitants, 8 indigents et 4 mendiants compris. Sa superficie est de 346 hectares, dont 134 en terres labourables, 53 en prés, 140 en bois, 1 en canal, 8 en landes, propriétés bâties, 8 en routes et chemins, et 1 en cours d'eau. On y récolte le froment, le méteil, le seigle et l'épeautre. Ses productions principales sont le méteil et l'épeautre. Eccles ne possède alors aucun établissement industriel.

## Politique et administration

### Rattachements administratifs et électoraux

#### Rattachements administratifs
La commune se trouve dans l'arrondissement d'Avesnes-sur-Helpe du département du Nord.
Elle faisait partie depuis 1793 du canton de Solre-le-Château. Dans le cadre du redécoupage cantonal de 2014 en France, cette circonscription administrative territoriale a disparu, et le canton n'est plus qu'une circonscription électorale.

#### Rattachements électoraux
Pour les élections départementales, la commune fait partie depuis 2014 du canton de Fourmies
Pour l'élection des députés, elle fait partie de la troisième circonscription du Nord.

### Intercommunalité
Eccles était membre de la petite  communauté de communes des vallées de la Solre, de la Thure et de l'Helpe, un établissement public de coopération intercommunale (EPCI) à fiscalité propre créé en 1993 et auquel la commune avait transféré un certain nombre de ses compétences, dans les conditions déterminées par le code général des collectivités territoriales.
Conformément aux prescriptions de la loi de réforme des collectivités territoriales du 16 décembre 2010, qui a prévu le renforcement et la simplification des intercommunalités et la constitution de structures intercommunales de grande taille, cette intercommunalité a fusionné avec ses voisines pour former, le 1er janvier 2013, la communauté de communes du Cœur de l'Avesnois dont est désormais membre la commune.

### Liste des maires
| Période                                  | Période                        | Identité             | Étiquette | Qualité                    |
| ---------------------------------------- | ------------------------------ | -------------------- | --------- | -------------------------- |
| Les données manquantes sont à compléter. |                                |                      |           |                            |
| avant 1802                               | 1808                           | Jean-Bapt. Meunier   |           |                            |
| Les données manquantes sont à compléter. |                                |                      |           |                            |
| juin 1995                                | mai 2020                       | Jean-Claude Ansiaux, | SE        | Retraité                   |
| mai 2020,                                | novembre 2022                  | Didier Lemaire       |           | Agriculteur Démissionnaire |
| novembre 2022                            | En cours (au 16 décembre 2022) | Pierre Ange Leclercq |           | Agriculteur                |

## Population et société

### Démographie

#### Évolution démographique
L'évolution du nombre d'habitants est connue à travers les recensements de la population effectués dans la commune depuis 1793. Pour les communes de moins de 10 000 habitants, une enquête de recensement portant sur toute la population est réalisée tous les cinq ans, les populations de référence des années intermédiaires étant quant à elles estimées par interpolation ou extrapolation. Pour la commune, le premier recensement exhaustif entrant dans le cadre du nouveau dispositif a été réalisé en 2006.

En 2022, la commune comptait 92 habitants, en évolution de +6,98 % par rapport à 2016 (Nord : +0,51 %, France hors Mayotte : +2,11 %).
| 1793 | 1800 | 1806 | 1821 | 1831 | 1836 | 1841 | 1846 | 1851 |
| ---- | ---- | ---- | ---- | ---- | ---- | ---- | ---- | ---- |
| 88   | 88   | 125  | 180  | 161  | 164  | 180  | 169  | 184  |

| 1856 | 1861 | 1866 | 1872 | 1876 | 1881 | 1886 | 1891 | 1896 |
| ---- | ---- | ---- | ---- | ---- | ---- | ---- | ---- | ---- |
| 186  | 188  | 160  | 172  | 148  | 156  | 145  | 126  | 125  |

| 1901 | 1906 | 1911 | 1921 | 1926 | 1931 | 1936 | 1946 | 1954 |
| ---- | ---- | ---- | ---- | ---- | ---- | ---- | ---- | ---- |
| 128  | 121  | 103  | 117  | 111  | 100  | 98   | 110  | 106  |

| 1962 | 1968 | 1975 | 1982 | 1990 | 1999 | 2006 | 2011 | 2016 |
| ---- | ---- | ---- | ---- | ---- | ---- | ---- | ---- | ---- |
| 110  | 110  | 101  | 111  | 113  | 111  | 106  | 97   | 86   |

| 2021 | 2022 | - | - | - | - | - | - | - |
| ---- | ---- | - | - | - | - | - | - | - |
| 88   | 92   | - | - | - | - | - | - | - |

#### Pyramide des âges
La population de la commune est relativement âgée.
En 2018, le taux de personnes d'un âge inférieur à 30 ans s'élève à 29,1 %, soit en dessous de la moyenne départementale (39,5 %). À l'inverse, le taux de personnes d'âge supérieur à 60 ans est de 39,5 % la même année, alors qu'il est de 22,5 % au niveau départemental.
En 2018, la commune comptait 39 hommes pour 43 femmes, soit un taux de 52,44 % de femmes, légèrement supérieur au taux départemental (51,77 %).
Les pyramides des âges de la commune et du département s'établissent comme suit.
| Hommes | Classe d’âge | Femmes |
| ------ | ------------ | ------ |
| 2,4    | 90 ou +      | 0,0    |
| 4,9    | 75-89 ans    | 8,9    |
| 36,6   | 60-74 ans    | 26,7   |
| 12,2   | 45-59 ans    | 17,8   |
| 22,0   | 30-44 ans    | 11,1   |
| 12,2   | 15-29 ans    | 20,0   |
| 9,8    | 0-14 ans     | 15,6   |

| Hommes | Classe d’âge | Femmes |
| ------ | ------------ | ------ |
| 0,5    | 90 ou +      | 1,4    |
| 5,3    | 75-89 ans    | 8,1    |
| 14,8   | 60-74 ans    | 16,2   |
| 19,1   | 45-59 ans    | 18,4   |
| 19,5   | 30-44 ans    | 18,7   |
| 20,7   | 15-29 ans    | 19,1   |
| 20,2   | 0-14 ans     | 18     |

## Culture locale et patrimoine

### Lieux et monuments
- L'église Saint-Lambert (XVIe siècle)
- Chapelle Notre-Dame-de-Liesse de 1873
- Monument aux morts

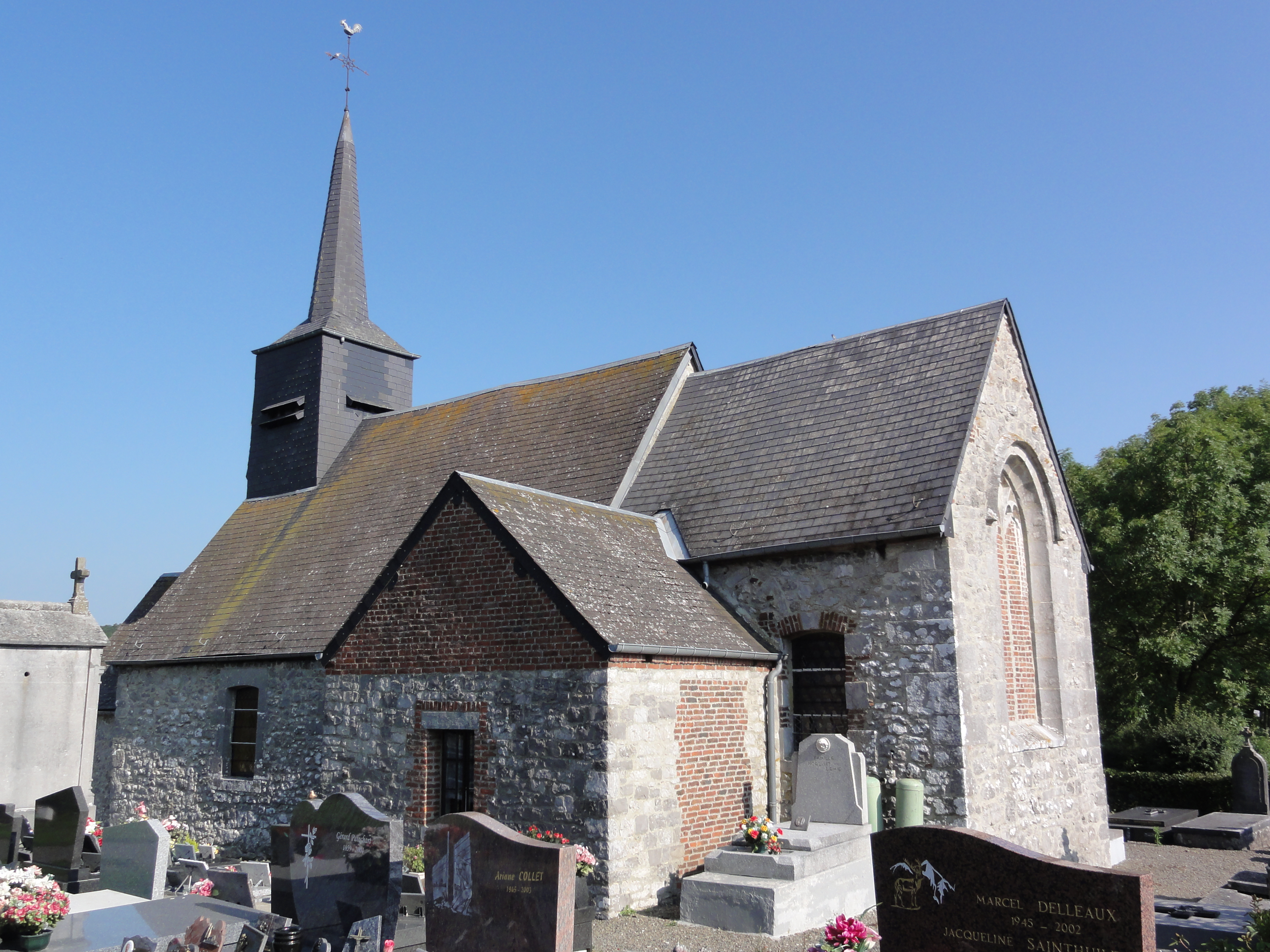
L'église Saint-Lambert
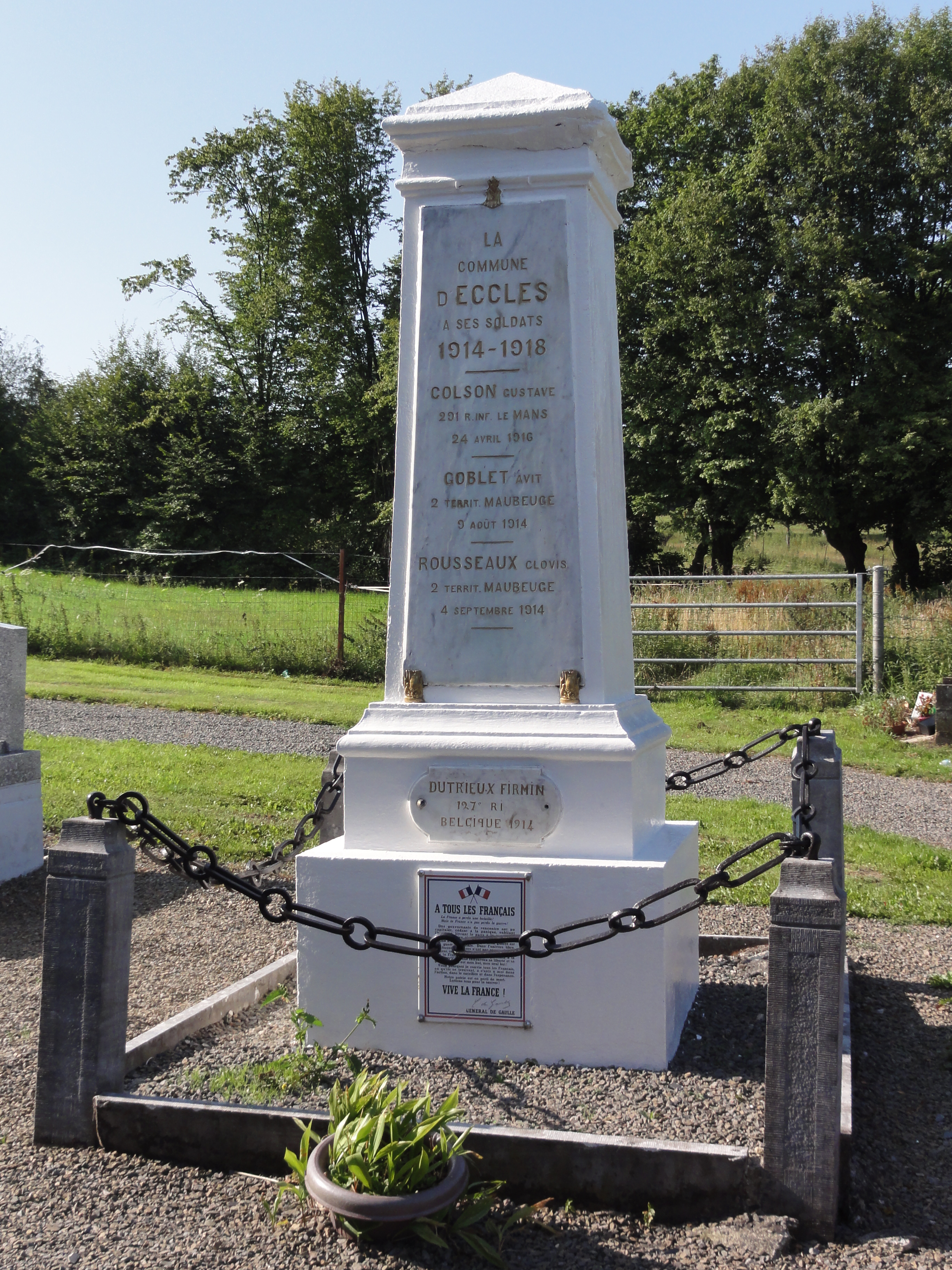
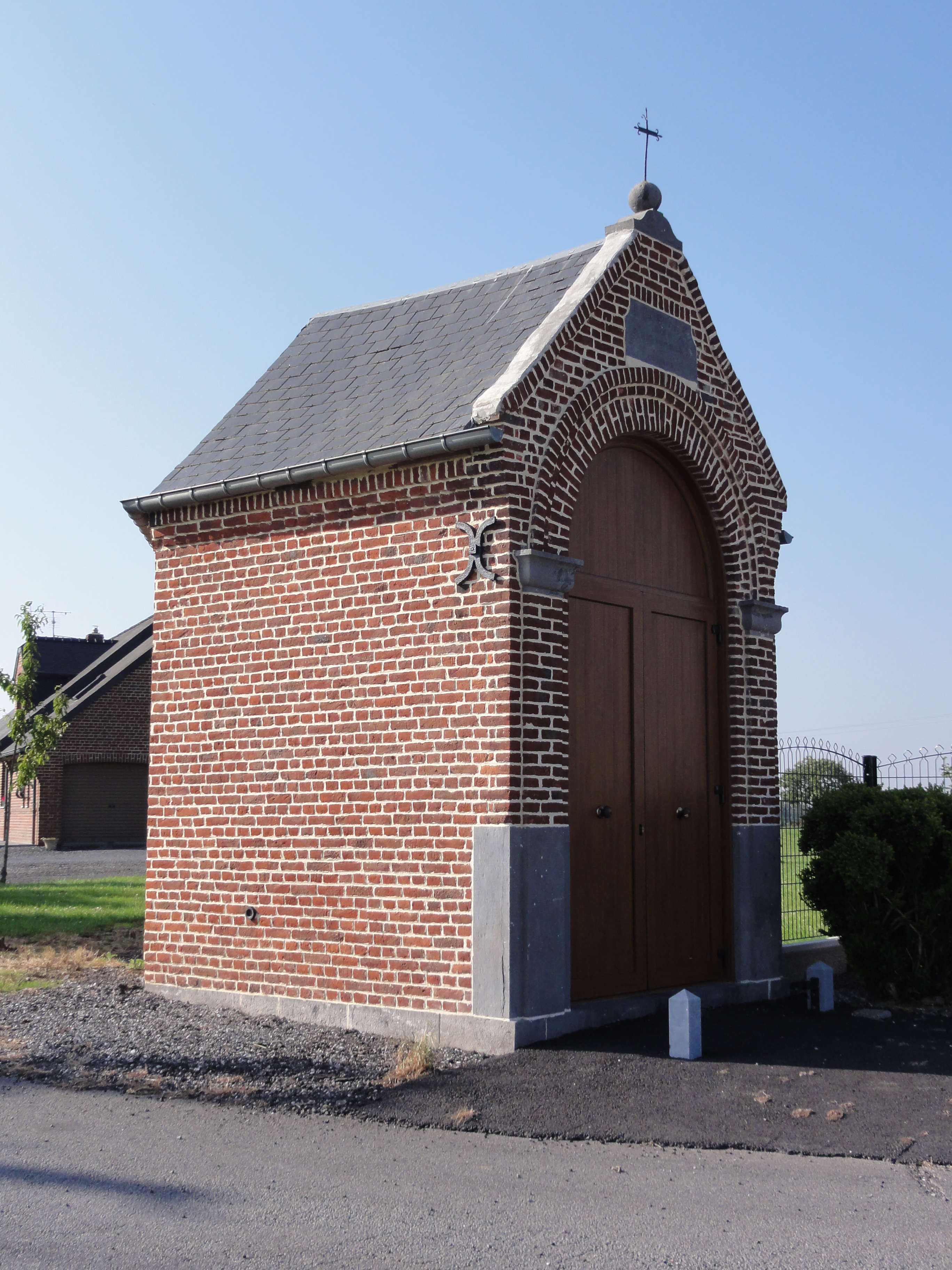
Chapelle Notre-Dame-de-Liesse
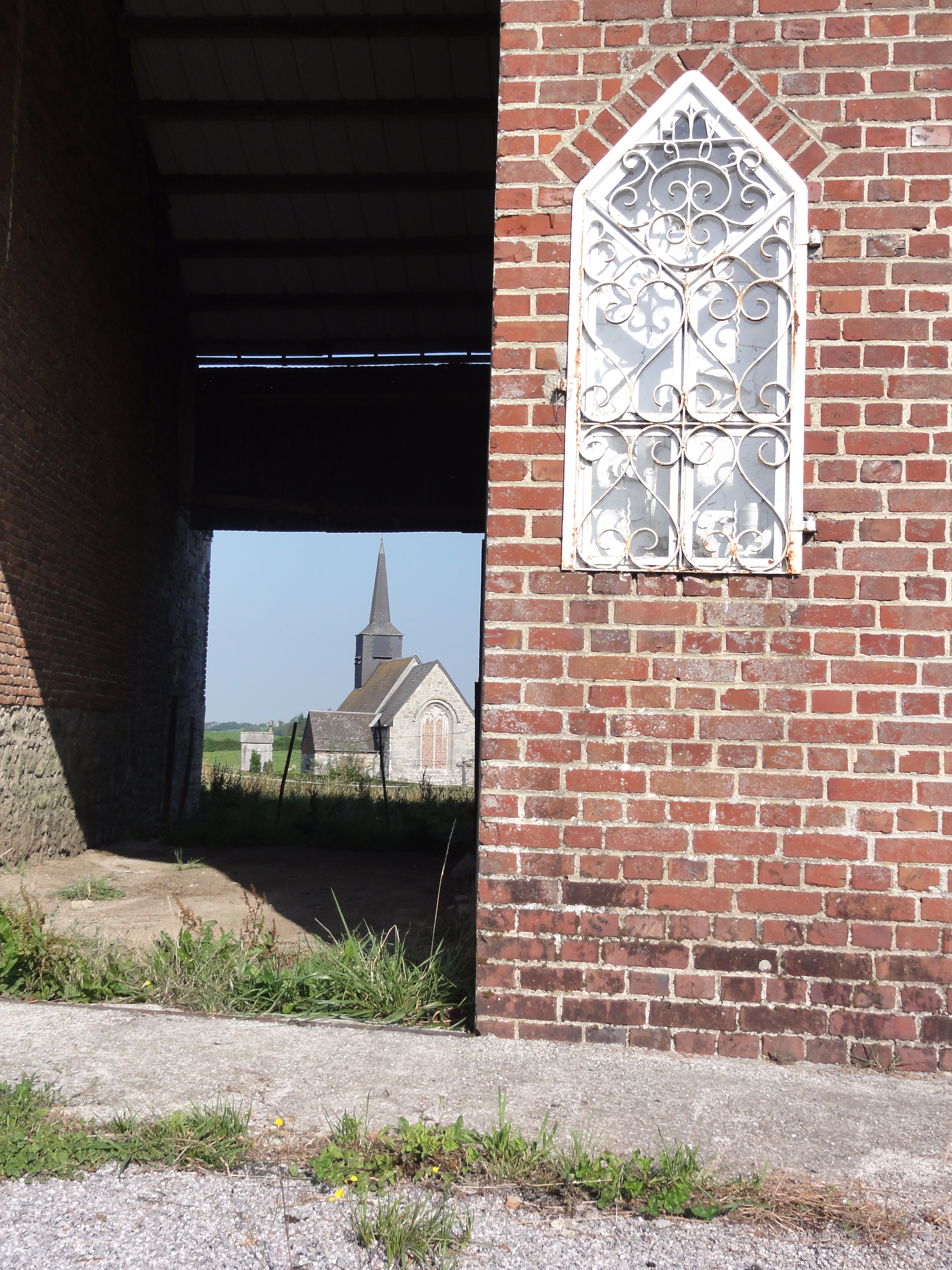
Une niche; au fond: l'église.

### Héraldique
| Blason de Eccles (Nord) | Blason  | D'argent à trois lions de gueules, armés, lampassés et couronnés d'or. |
| Blason de Eccles (Nord) | Détails | Le statut officiel du blason reste à déterminer.                       |

## Pour approfondir